# Chemin de fer Saint-Pétersbourg – Moscou
La ligne de chemin de fer de Saint-Pétersbourg à Moscou (en russe Николаевская железная дорога) est l'une des plus anciennes et plus importantes voies de chemin de fer en Russie. Longue de près de 650 km, elle relie Saint-Pétersbourg à la capitale, Moscou. L'exploitant de la ligne est la Oktiabrskaïa Jelesnaïa Doroga (Октябрьская железная дорога), filiale appartenant au réseau régional nord-ouest de la Compagnie des chemins de fer russes.
La ligne a été aménagée pour la grande vitesse et permettre la mise du Sapsan en 2009. Son doublement par une ligne à grande vitesse permettant de réduire la durée du trajet à deux heures est en projet.

## Histoire

### Projet et construction

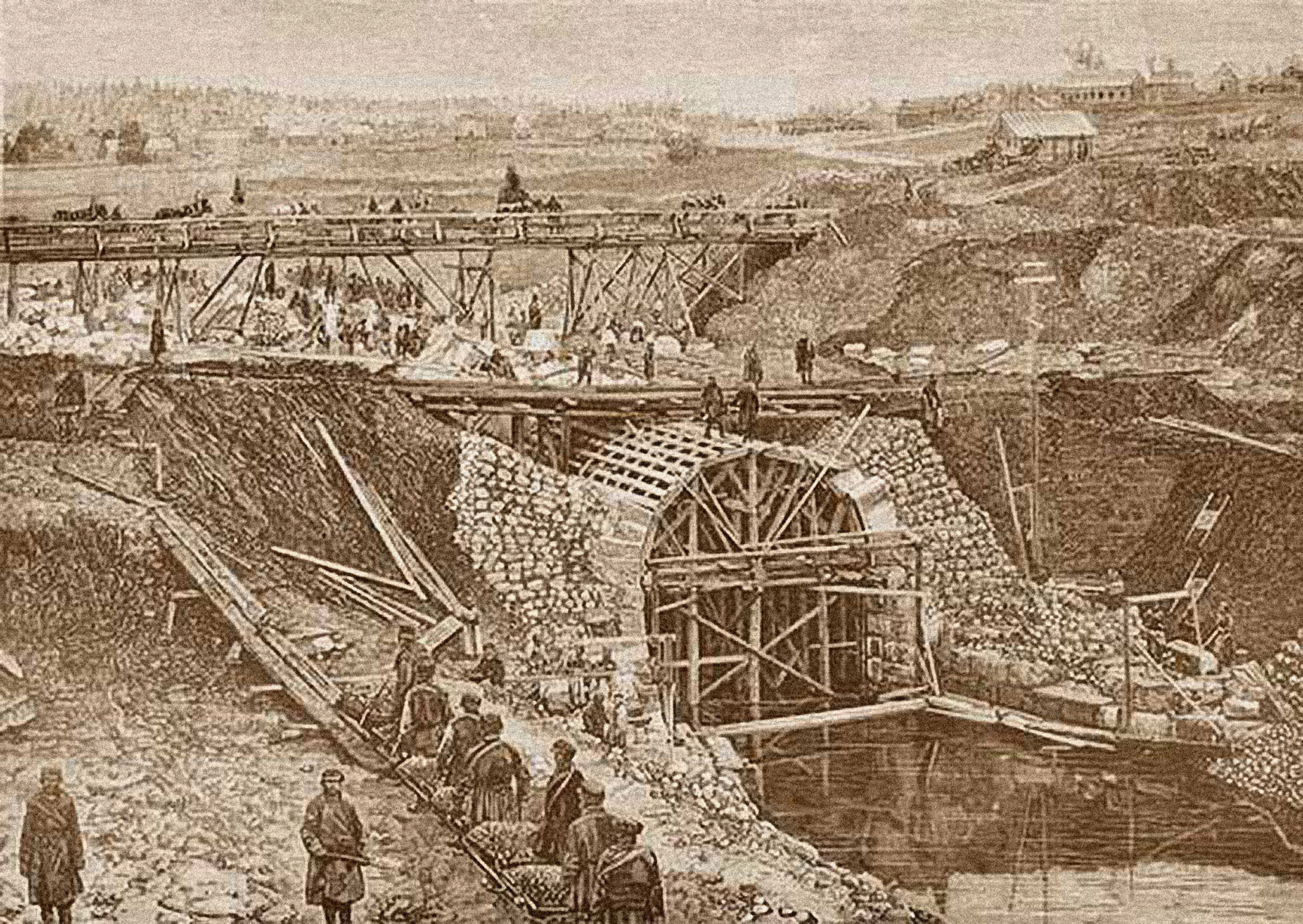
Construction du viaduc de la Verebia en 1881.

La ligne de chemin de fer entre Saint-Pétersbourg et Moscou est la deuxième plus ancienne ligne ferroviaire après la ligne de Tsarskoïe-Selo entrée en service en 1837 qui ne faisait à l'époque que 27,5 km. Les premiers projets d'une liaison ferroviaire d'importance stratégique reliant Saint-Pétersbourg, capitale de l'Empire russe, à Moscou remontent aux années 1830. En 1841, les ingénieurs Pavel Melnikov (1804-1880) et Nikolaï Kraft (1798-1857) soumettent leur projet au Tsar. Il est prévu une ligne à deux voies au tracé rectiligne d'une longueur totale de 652 km. Le tsar approuve par oukase le tracé choisi, et le 1er août 1842 les travaux débutent simultanément à Saint-Pétersbourg et à Moscou. Pavel Melnikov dirige le chantier au nord de Bologoïe et Nikolaï Kraft celui de Bologoïe à Moscou. La conception des principales gares de la ligne est confiée à l'architecte Constantin Thon (1794-1881) ; les deux gares terminus à Saint-Pétersbourg et à Moscou, d'aspect très similaire, comptent parmi ses réalisations les plus connues. L'ingénieur Jouravski a été chargé du franchissement de la Verevia, l'un des plus grands ouvrages de la ligne, comportant 9 travées, une portée totale de 60 m et des piles hautes de 55 m. Contraint de mettre en œuvre des poutres reconstituées par assemblage de madriers, Jouravski produit en 1844 une étude magistrale sur la répartition des contraintes de cisaillement dans le treillis de Howe.

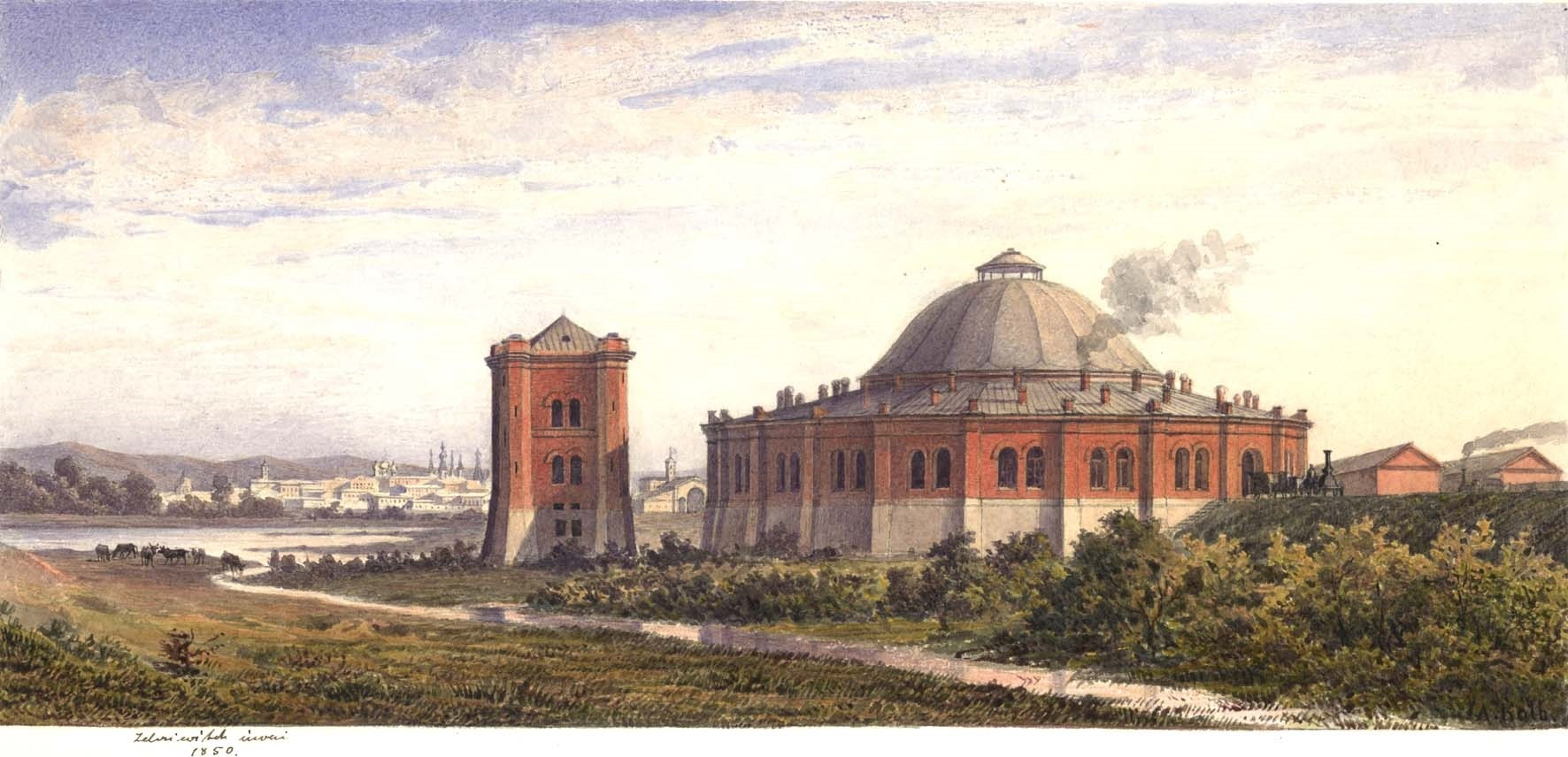
Dépôt de locomotives, v. 1850.

La construction de l'ensemble de la ligne, qui prend bientôt le nom de Chemin de fer Nicolas (Никола́евская желе́зная доро́га) en l'honneur du tsar Nicolas Ier, dure moins de neuf ans. Elle comprend l'édification de 184 ponts sur les nombreux cours d'eau situés sur l'itinéraire, dont un sur la Volga, ainsi que l'assèchement de nombreux marais. Les travaux sont ponctués de multiples accidents mortels que Nikolaï Nekrassov évoque dans son poème Le chemin de fer. Melnikov ayant prévu un tracé aussi rectiligne que possible, la ligne ne passe pas comme prévu par Novgorod qui n'y sera relié qu'en 1871 par une voie de raccordement passant par Tchoudovo.

### Ouverture et l'exploitation

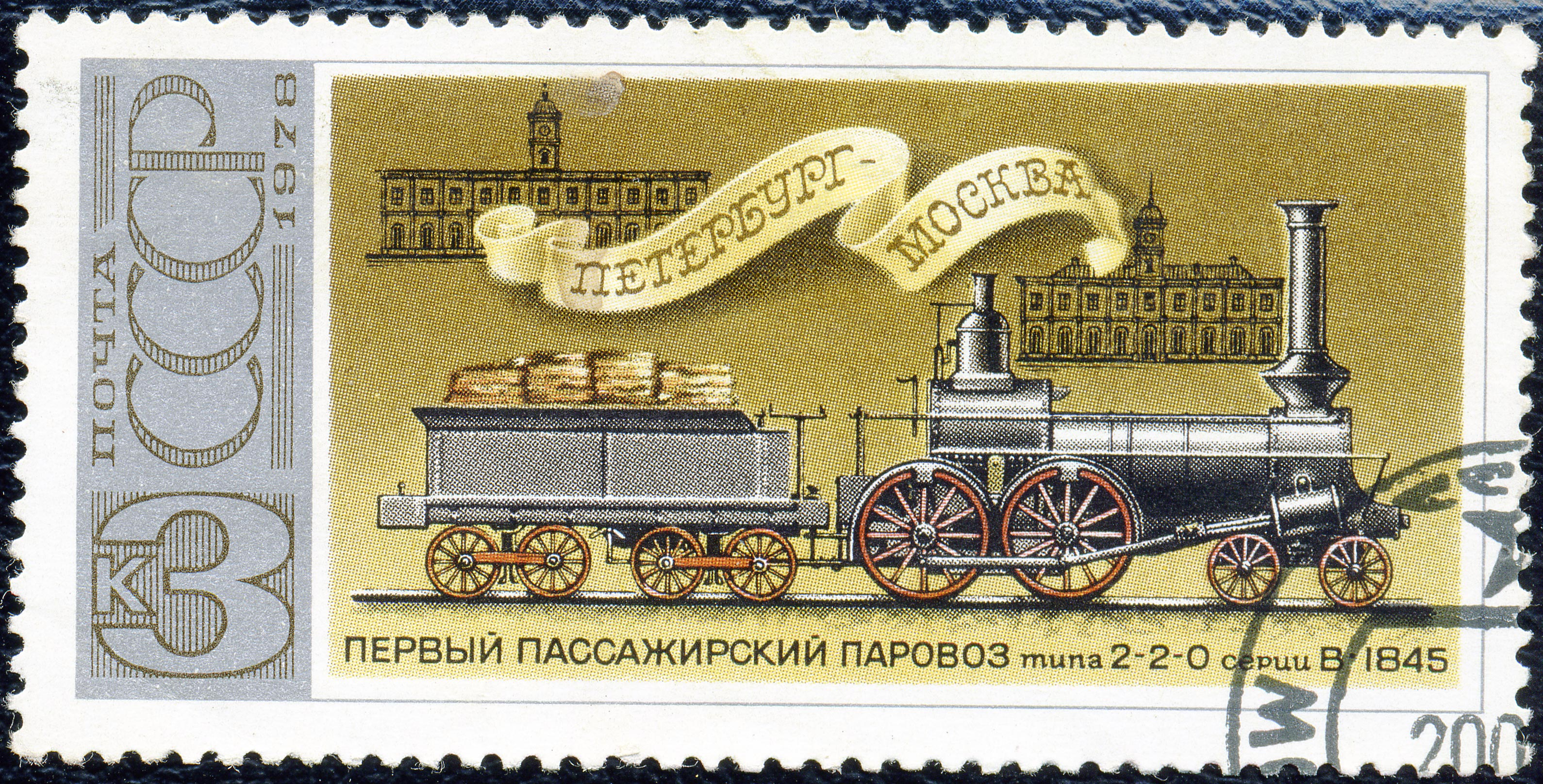
Premier train de passagers, la locomotive de type 2'B, Série В (1845).

Après l'achèvement des tronçons Saint–Pétersbourg - Kolpino (1847), Kolpino – Tchoudovo (1849) et Vychni Volotchek – Tver (1850) en août 1851, le premier train effectue le premier voyage sur la ligne entière. En novembre 1851, le transport de passagers entre en service. Le temps de trajet est à l'époque de 21 h 45. À la différence de la première ligne de chemin de fer russe de Saint-Pétersbourg à Tsarskoïe Selo qui avait un écartement des voies de 1829 mm, on opte pour cette ligne pour un écartement de 1524 mm.
Dans les décennies qui suivent l'ouverture de la ligne s'ajoutent de nombreux embranchements et lignes de raccordements qui ouvrent l'accès par le rail aux villes de Borovitchi, Konakovo, Rybinsk et Pskov, et jusqu'à Riga. L'ensemble est confié au même unique exploitant qui gère d'autres voie du nord-ouest, y compris la voie ferrée de Mourmansk.
Au début du XXe siècle, la ligne est le théâtre de plusieurs troubles : au cours de la révolution de 1905 et dans les mois suivants qui suivirent, ainsi que lors de la révolution de février 1917, des grèves ont lieu en soutien aux forces révolutionnaires. Durant la Première Guerre mondiale, elle est une ligne de ravitaillement essentielle pour le front du nord.

### Après la révolution

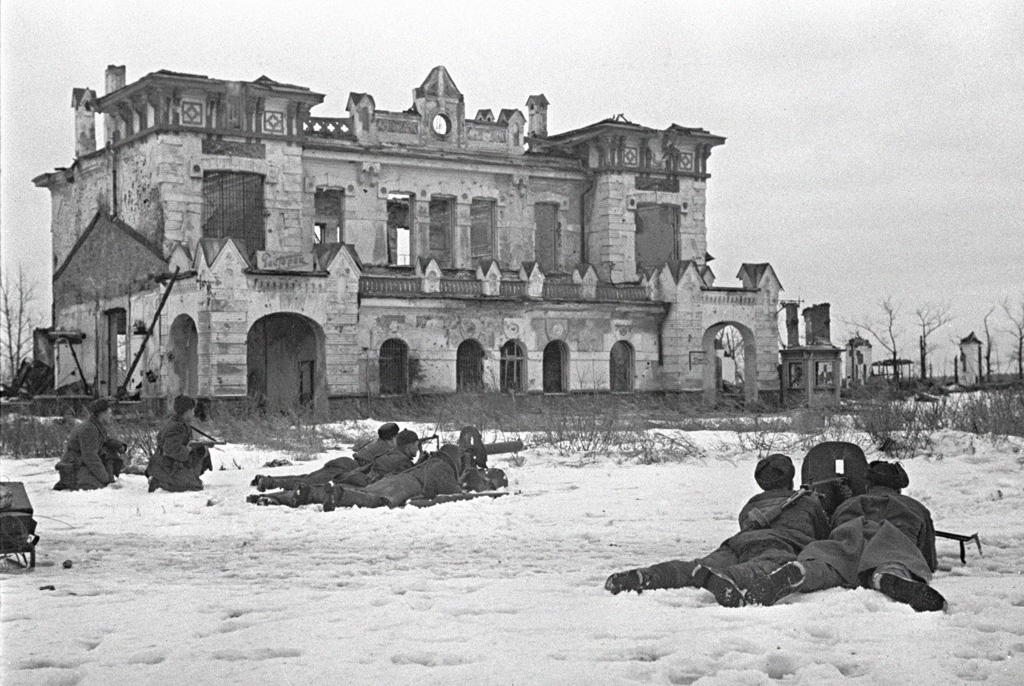
Combats devant la gare de Pouchkine, 21 janvier 1944.

Quelques mois après la révolution d'Octobre, la ligne est nationalisée par le nouveau pouvoir, tout comme l'ensemble du réseau ferroviaire de l'Empire russe. Est alors formé un Commissariat du Peuple aux Voies de circulation, précurseur du ministère des Transports soviétique. En 1923, la voie est rebaptisée de son nom actuel. Les deux gares terminus sont également renommées, celle de Moscou devenant la Gare de Leningrad, et celle de Leningrad devenant la Gare de Moscou.
Le 9 juin 1931, la Flèche rouge (Красная Стрела), premier train express, entre en service sur la ligne et réduit le temps de trajet à dix heures. Un train express du même nom y circule encore.
Lors de la Seconde Guerre mondiale, le trafic est interrompu pendant les deux ans et demi que dure le siège de Léningrad par l'armée allemande. La voie elle-même et de nombreux ponts et gares sont fortement endommagés par les combats et les bombardements aériens. En 1944, le trafic reprend entre Moscou et Leningrad. La remise en état de la ligne durera jusqu'en 1950.
Dans la seconde moitié du XXe siècle, l'ensemble de la ligne est progressivement modernisé. En 1962, elle est entièrement électrifiée, et à partir de 1965, le train express Aurora parcourt la ligne à 130 km/h. La mise en service du train régulier ЭР200 (ER200) le 1er mars 1984 en fait officiellement une ligne à grande vitesse.

### Époque actuelle
En septembre 1991 est créée la société RAO VSM afin de réaliser une ligne à grande vitesse entre Moscou et Saint-Pétersbourg. Le projet voit le jour et la ligne est entièrement modernisée au début des années 2000, cependant le projet d'une voie à grande vitesse supplémentaire, parallèle à la voie actuelle, a été différé.
Ainsi, à fin de 1998, environ un tiers de la voie est modernisé pour permettre d'y circuler à une vitesse de 200 km/h et est pourvu d'un nouveau caténaire, les travaux sur l'ensemble du tracé devant durer jusqu'en 2000. À partir de 2001, la plus grande partie de la ligne est compatible avec des vitesses de ou allant jusqu'à 200 km/h. La durée du trajet des motrices ЭР200 est alors de 4 heures 45 minutes.
Depuis 2009 circulent de nouveaux trains à grande vitesse de type Sapsan (en français Faucon pèlerin), avec une vitesse maximale de 250 km/h, entre Moscou et Saint-Pétersbourg. Il en résulte un temps de trajet de 3 heures et 45 minutes, donc un gain de temps d'une heure. Le trajet inaugural a lieu le 2 août 2009 en présence du Président de la Fédération des chemins de fer Vladimir Jakunin,. Les dessertes intermédiaires au départ de Moscou sont Tver, Vychni Volotchek, Bologoïe, Uglovka, Okoulovka et Tchoudovo.

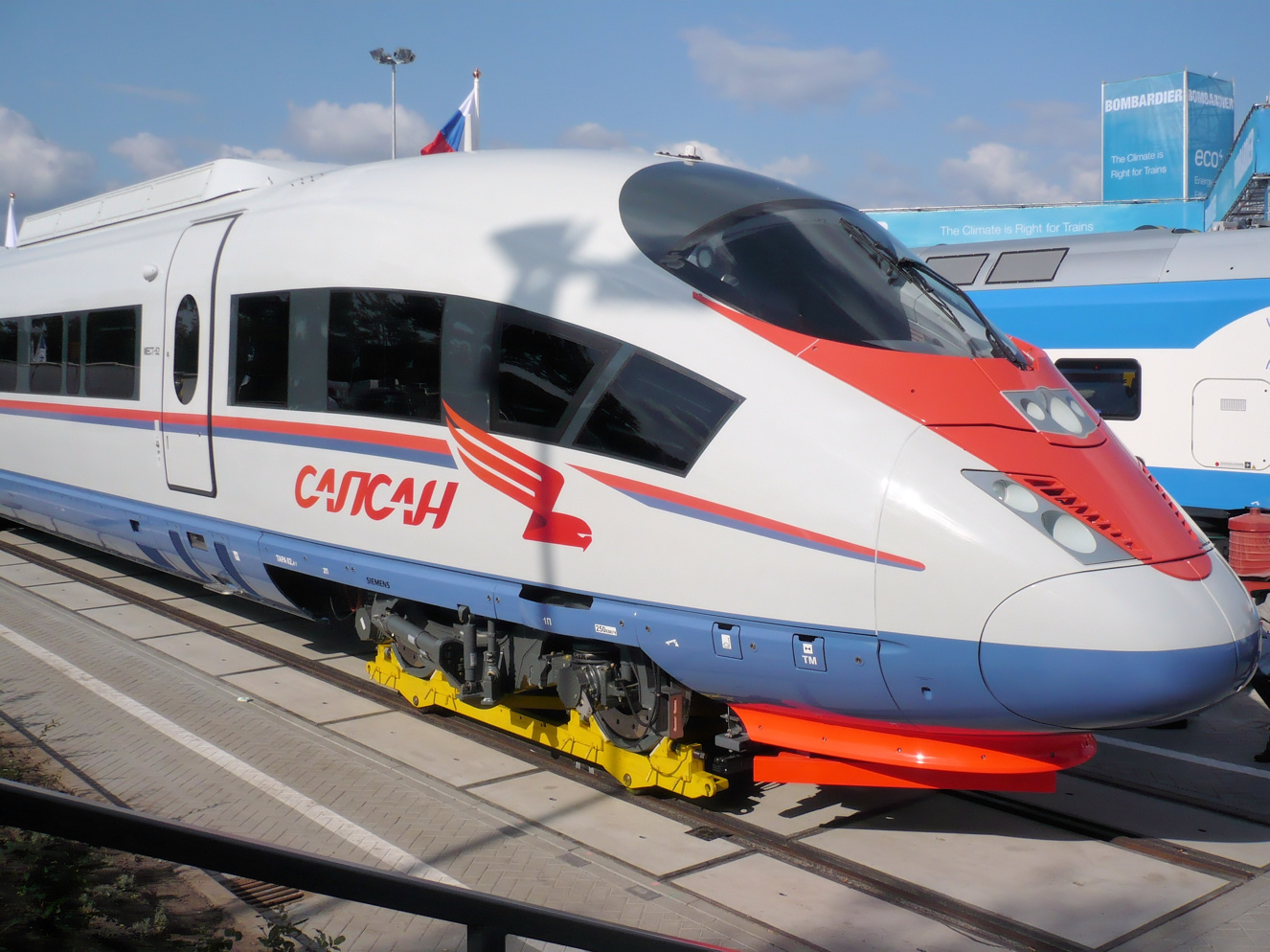
Le Sapsan en service depuis décembre 2009.
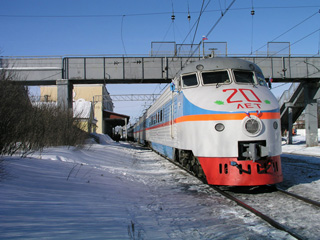
Le train à grande vitesse ЭР200 (ER200) dans Ljuban.
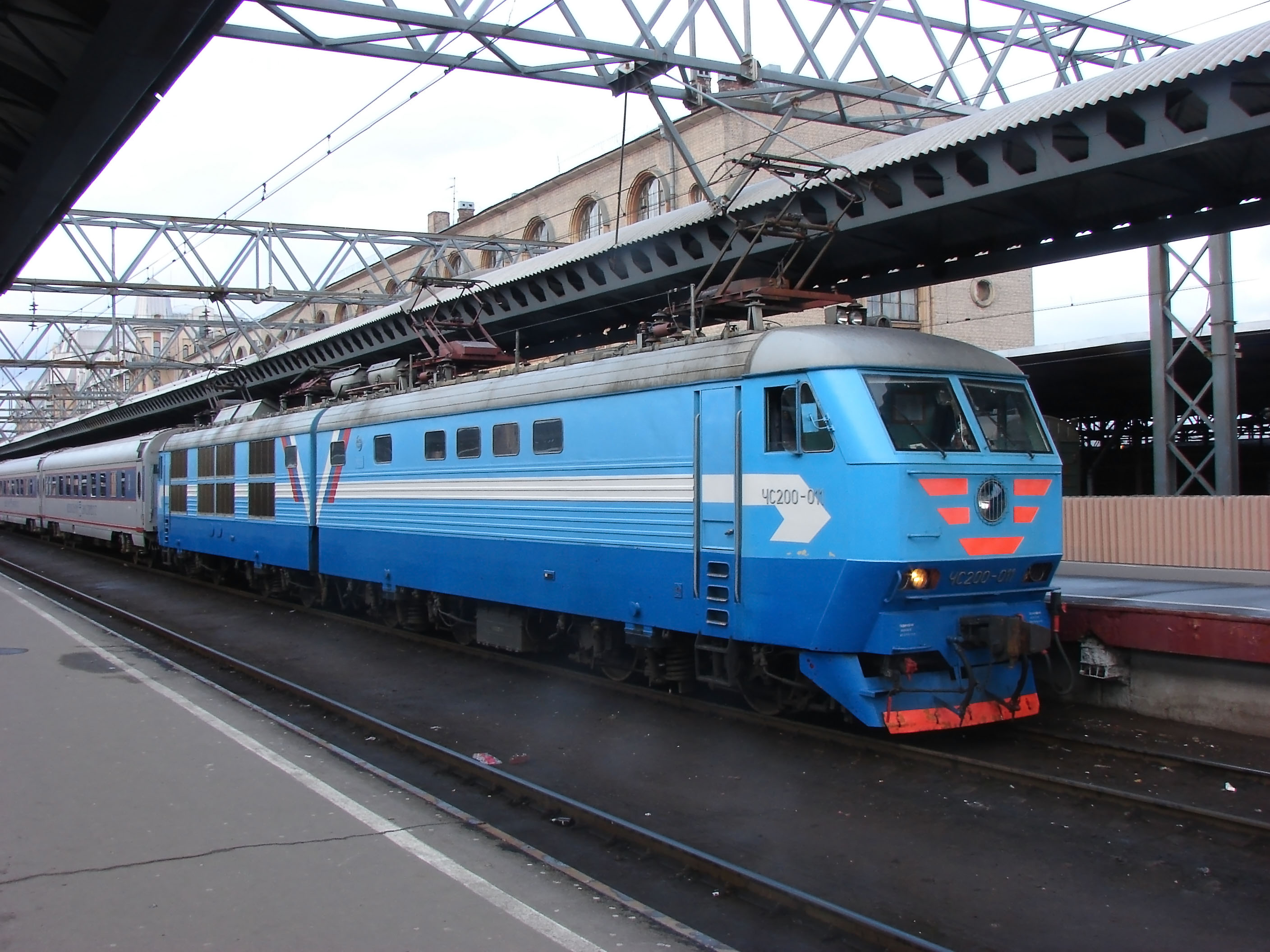
L'express Nevsky-Express à Saint-Pétersbourg

## Incidents
Le 14 août 2007, près de Malaïa Vichera, une bombe artisanale explose sur la voie et fait dérailler le train rapide Nevsky-Express alors en route pour Saint-Pétersbourg à une allure de moins de 130 km/h. 60 des 250 passagers sont blessés et 38 hospitalisés. Le parquet général de Russie ouvre alors une enquête pour suspicion d'attentat terroriste.
L'incident le plus grave se produit dans la nuit du 27 au 28 novembre 2009, près de Bologoïe : trois wagons d'un Nevsky-Express en route vers Saint-Pétersbourg déraillent, causant 26 morts et 90 blessés,. Le lendemain, le Président des Chemins de fer russes Vladimir Yakounine déclare qu'il s'agit d'un attentat terroriste.

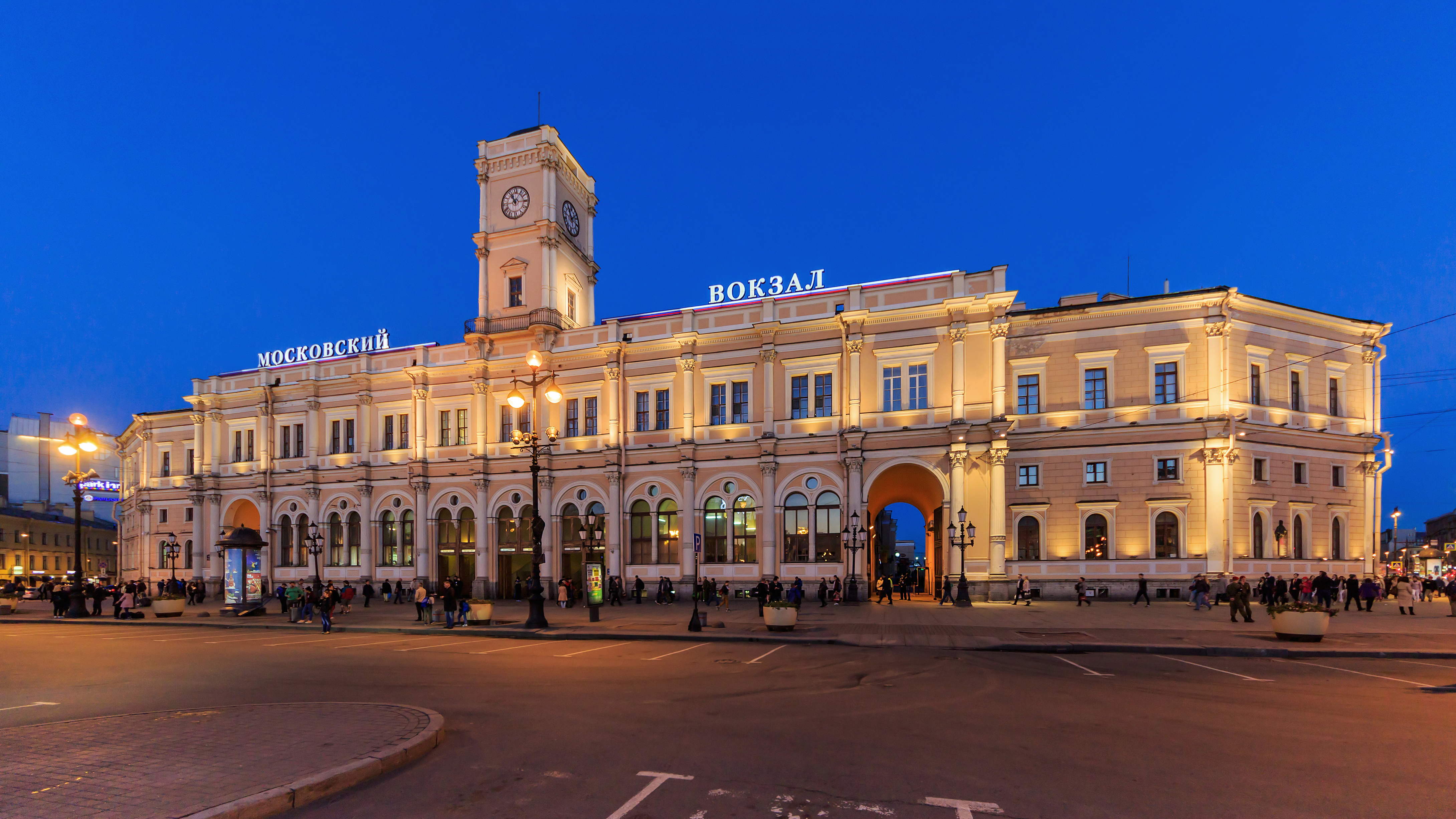
La Gare de Moscou à Saint-Pétersbourg.
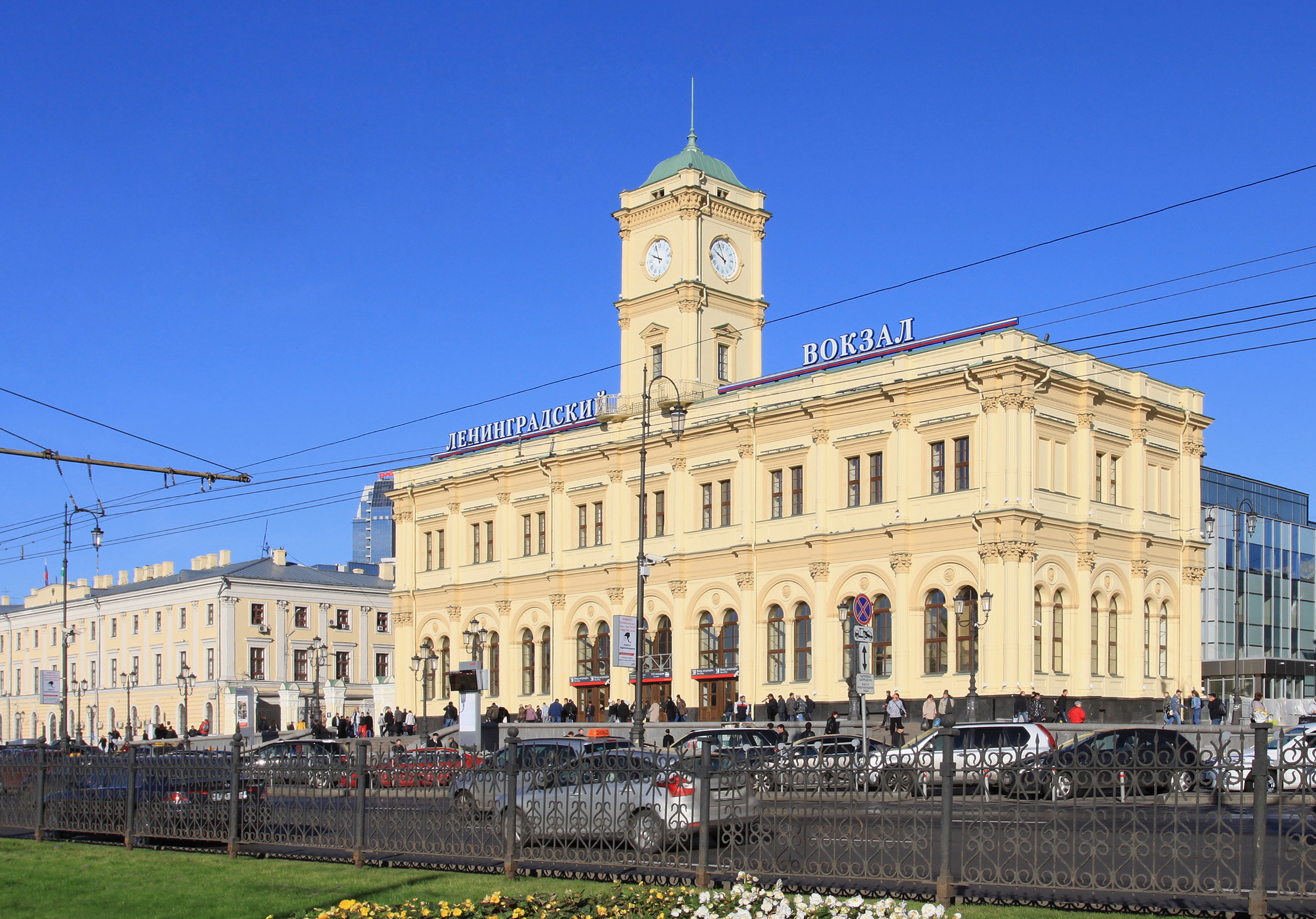
La Gare de Leningrad à Moscou.
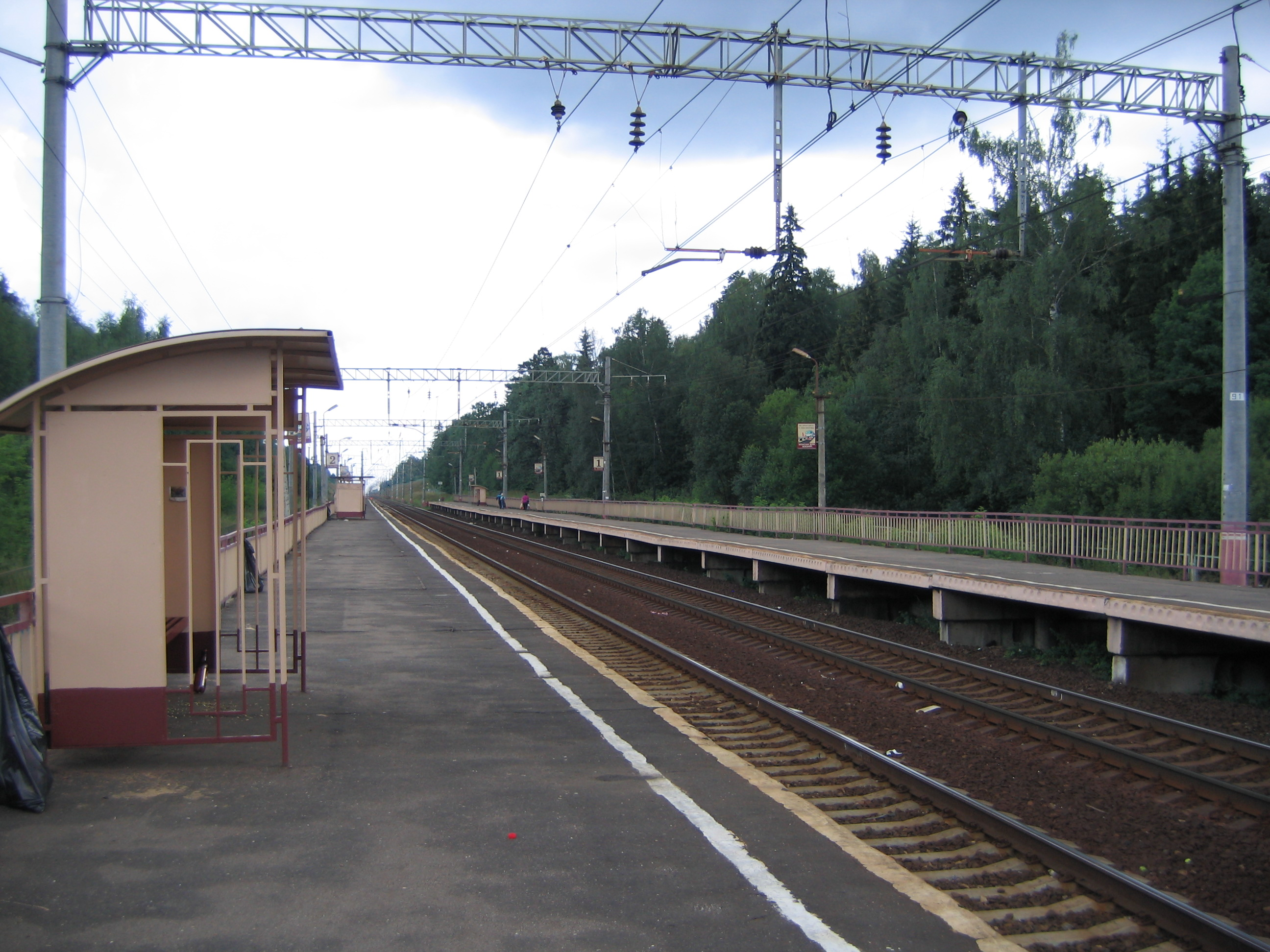
L'arrêt Radischtschewo, Oblast de Moscou.